# Au premier regard
Pour plus de détails, voir Fiche technique et Distribution.
Au premier regard (en portugais : Hoje eu quero voltar sozinho, litt. « Aujourd'hui je veux rentrer seul ») est un film dramatiquo-romantique brésilien écrit, coproduit et réalisé par Daniel Ribeiro, sorti en 2014. Il s'agit d'une adaptation par son réalisateur du court-métrage Eu não quero voltar sozinho (litt. « Je ne veux pas rentrer seul ») de 2010.

## Synopsis
Leonardo est aveugle. Sa mère le surprotège et il tente tant bien que mal de vivre de façon indépendante en voulant s'inscrire par exemple dans un programme d'échange international, avec sa meilleure amie Giovana. Lorsque Gabriel, un nouvel élève, arrive dans sa classe, Leonardo éprouve une série d'émotions nouvelles qui lui font remettre en question ses plans. Va-t-il s'éloigner de Giovana et se rapprocher de Gabriel, ou bien les trois amis vont-ils poursuivre leur amitié ?

## Fiche technique
- Titre original : Hoje eu quero voltar sozinho
- Titre international : The Way He Looks
- Titre français : Au premier regard
- Réalisation : Daniel Ribeiro
- Scénario : Daniel Ribeiro
- Direction artistique : Olivia Helena Sanches
- Costumes : Carla Boregas et Flavia Lhacer
- Montage : Cristian Chinen
- Musique : Ariel Henrique et Gabriela Cunha
- Photographie : Pierre de Kerchove
- Production : Diana Almeida et Daniel Ribeiro
- Société de production : Lacuna Filmes
- Sociétés de distribution :  Vitrine Filmes ;  Pyramide Distribution
- Pays d’origine :  Brésil
- Langue originale : portugais
- Format : couleur
- Genre : Film dramatique romantique
- Durée : 95 minutes
- Dates de sortie : 
  -  Allemagne : 10 février 2014 (Berlinale 2014)
  -  Brésil : 10 avril 2014
  -  France : 17 mai 2014 (Festival de Cannes) ; 23 juillet 2014 (nationale)

## Distribution
- Ghilherme Lobo (pt) : Leonardo
- Fábio Audi (pt) : Gabriel
- Tess Amorim (pt) : Giovana
- Selma Egrei (pt) : Maria
- Eucir de Souza (pt) : Carlos
- Júlio Machado : le professeur

## Distinctions et sélections

### Récompenses
- Berlinale 2014 - sélection « Panorama » :
  - Teddy Award du meilleur film
  - Prix FIPRESCI
- Carrousel international du film de Rimouski 2014 : Meilleur long métrage 13 ans et plus
- Festival de Cine Iberoamericano de Huelva 2014 : Meilleur réalisateur
- Festival du film gay et lesbien de Turin 2014 : Prix public du meilleur film
- Festival international du film de Guadalajara 2014 : Prix public
- Festival international du film gay et lesbien de Toronto 2014 : Prix public du meilleur film
- Festival du film Frameline 2014 : Meilleur film
- New York Lesbian, Gay, Bisexual, & Transgender Film Festival (en) 2014 : Meilleur film
- Outfest 2014 : 
  - Outstanding Narrative Feature
  - Outstanding Dramatic Feature Film
- Peace and Love Film Festival (sv) 2014 :
  - Meilleur film — prix du jury
  - Meilleur film — prix du public
- Rainbow Film Festival (en) 2014 : Jack Law Award
- Seattle Lesbian & Gay Film Festival (en) 2014 : Prix du public

### Nominations
- Chlotrudis Awards 2015 : Buried Treasure
- Dorian Awards 2014 : LGBT Film of the Year
- Festival international du film de Chicago 2014 : Prix du public
- Festival international du film de Palm Springs 2015 : Cine Latino Award
- Festival international du film de Saint-Sébastien 2014 : Prix Sebastiane Latino